# Regional Preferente de Aragón

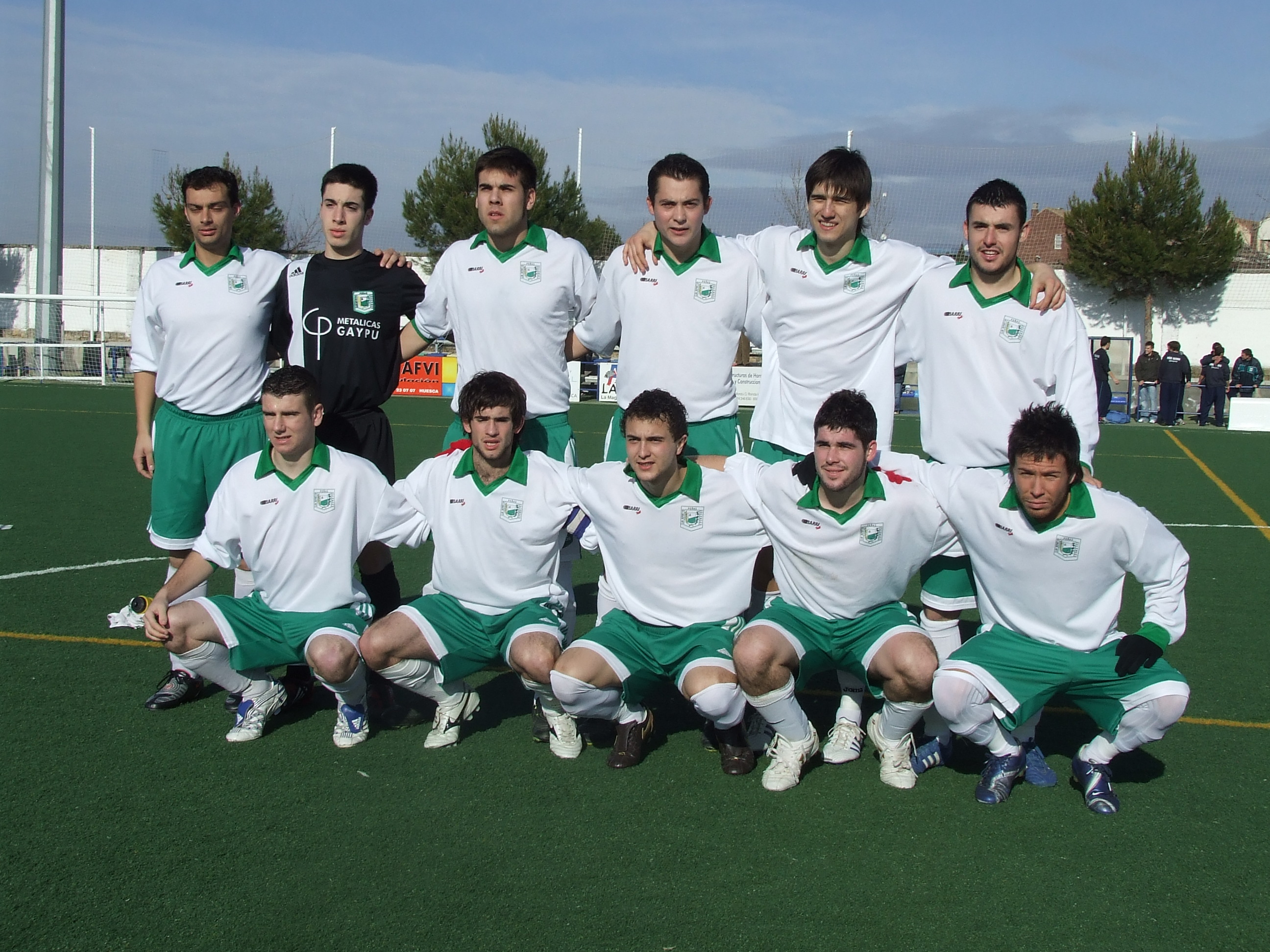
El C. D. Peñas Oscenses vuelve a la máxima categoría regional de Aragón esta temporada, tras la renuncia del Alcolea C. F..

La Regional Preferente de Aragón es la primera categoría de fútbol regional masculino en Aragón, organizada por la Real Federación Aragonesa de Fútbol. Es una categoría no profesional y la competición consta actualmente de treinta y seis equipos participantes, repartidos en dos grupos. Al término de la temporada el primer clasificado de cada grupo asciende directamente a la Tercera Federación (Grupo XVII), más el mejor segundo, y al menos los cuatro últimos de cada uno descienden a la Primera Regional de Aragón.

## Historia

### Primera etapa

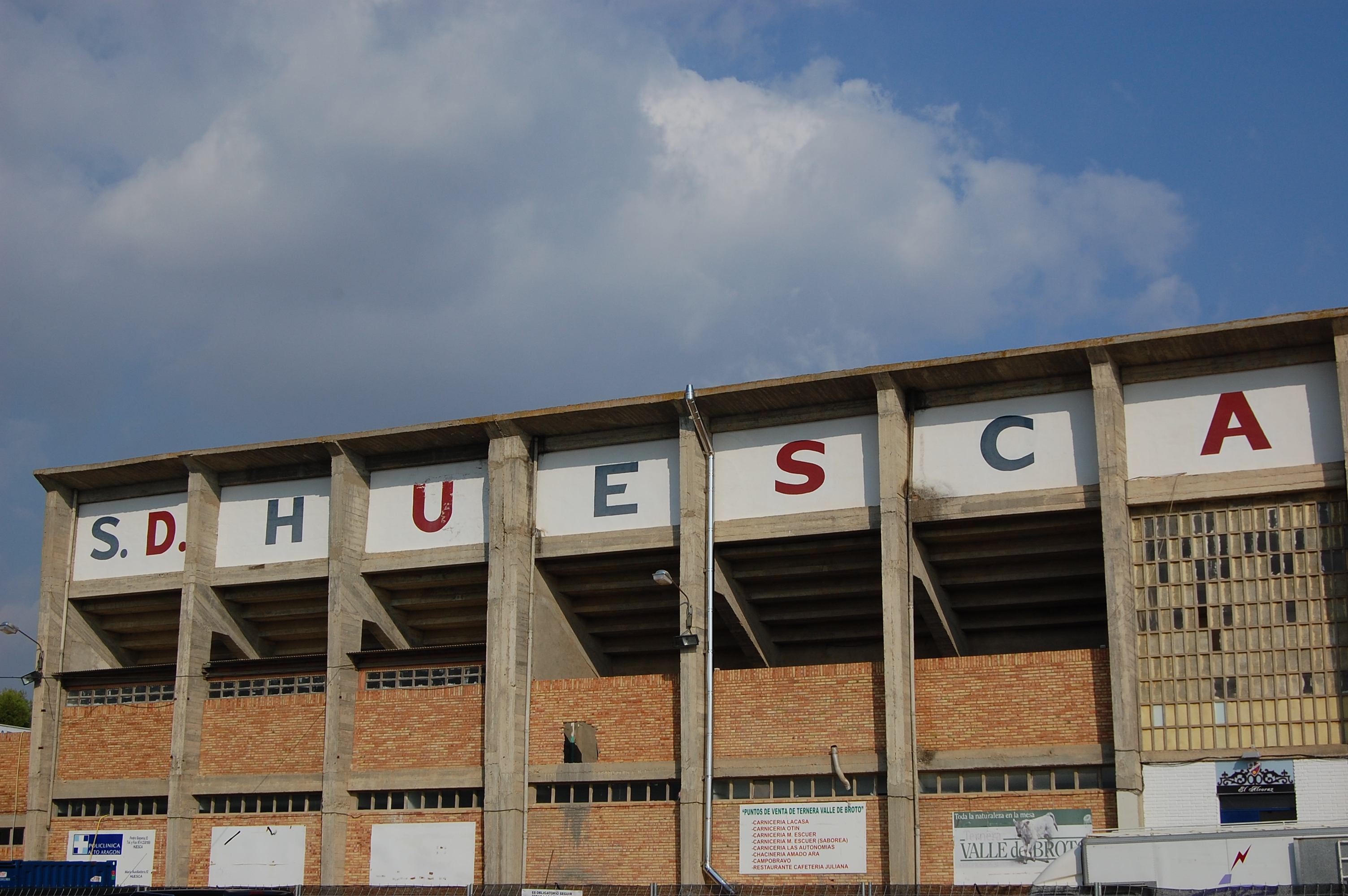
El Alcoraz fue campo de Preferente, ya que la S. D. Huesca compitió en ella en la temporada 1973-74.

Se formó en el año 1968 dicha categoría para que fuera un escalón intermedio entre la Primera Regional de Aragón y la Tercera División de España. La competición arrancaría en la temporada 1968-69 con la participación de dieciséis participantes en un único grupo, seis procedentes de Tercera y diez de Primera Regional. Ascendería el primer clasificado de la tabla y descendería el último, con una promoción de descenso para el penúltimo y antepenúltimo clasificado, que condicionarían sendas permanencias en la categoría. Al término de dicha temporada el campeón y ascendido a Tercera División resultaría el Utebo Club de Fútbol, que recuperaría la categoría, ya que fue uno de los descendidos de Tercera en la anterior campaña. Los dos equipos del play-out finalmente descenderían, tras perder sus eliminatorias.
Para la temporada 1969-70 el grupo único de la Regional Preferente contaría con diecisiete participantes, en el que el intercambio de plazas constaría de un único ascenso directo del grupo único Primera Regional, los dos condicionados de la fase de ascenso/permanencia, más los dos provenientes de la categoría nacional inmediatamente superior, la Tercera División. Tras esta temporada, el grupo único de Preferente quedaría estabilizado en veinte equipos (exceptuando una campaña aislada, la 77-78) hasta la temporada 1984-85.
En la temporada 1985-86 el grupo, de veinte integrantes, tendría la situación extraordinaria de sus once ascensos a final de temporada a la Tercera División nacional, pues para la campaña 1986-87 se formaría un grupo exclusivo de conjuntos aragoneses (Grupo XVI), ya que hasta entonces no existía uno como tal, y los conjuntos de la región eran englobados en otros grupos conjuntamente y habitualmente con los riojanos y navarros.
La edición de 1986-87 también contaría con una amplia oportunidad de ascenso, ya que los cinco primeros clasificados de los veinte participantes en la Preferente ascenderían directamente, y los clasificados sexto, séptimo y octavo jugarían un play-off de ascenso. Dicha circunstancia se daría por la reordenación de la Segunda B que, tras nueve años de existencia, pasaría a tener cuatro grupos la siguiente temporada, arrastrando más ascensos desde Tercera, y sucesivamente de las categorías regionales.

### Segunda etapa
En la temporada 1987-88 la categoría se ampliaría a dos grupos en vez del único con el que venía disputándose, así pues pese a la cantidad de ascensos y reestructuraciones de las divisiones superiores, la nueva Preferente quedaría con un total de treinta y dos equipos repartidos en dos grupos de dieciséis, si bien la mayoría de ellos, como puede intuirse, procederían de la Primera Regional. El número de equipos participantes se mantendría en dieciséis repartidos en dos grupos, hasta la 90-91 incluida.
Desde la campaña 91-92, el total de los equipos ascendería a treinta y cinco durante esa temporada (repartidos en dos grupos), y a treinta y seis durante la siguiente. Así hasta la última temporada 2019-20, con dos grupos de dieciocho participantes, cada uno.

### Tercera etapa
La temporada 2020-21 no contaría con descensos a Primera Regional de Aragón, tanto en esta categoría como en ninguna de las divisiones regionales organizadas por la Federación Aragonesa de Fútbol, pero sí ascensos desde esta categoría. Así pues, con, en principio cuarenta y un participantes, se reestructuran los grupos de la Preferente, contando por primera vez con cuatro grupos, Tras las renuncias de varios clubes a jugar se conformarían de número irregular en cuanto a los equipos participantes, contando finalmente con siete equipos, diez, nueve y ocho equipos, sumando un total de treinta y cuatro equipos.
Cabe recordar, que algunos de los equipos, como el Andorra, que estarían en la categoría, finalmente no se inscribieron por considerar que no se daban las condiciones idóneas para la práctica de la competición hasta que la enfermedad por coronavirus remitiera a nivel nacional, o al menos regional, sin que su negativa a competir acarreara una repercusión en su concurso para la siguiente temporada. Aun así, muchos equipos sí que consideraron que podía jugarse en esta situación, no si bien, habría que esperar hasta finales de febrero de 2021 para comenzar la temporada 2020-21, tras posponer varias veces su inicio, y encontrándose inconvenientes, entre otras circunstancias, por las restricciones de movilidad.

## Temporada 2025-26

### Grupo I

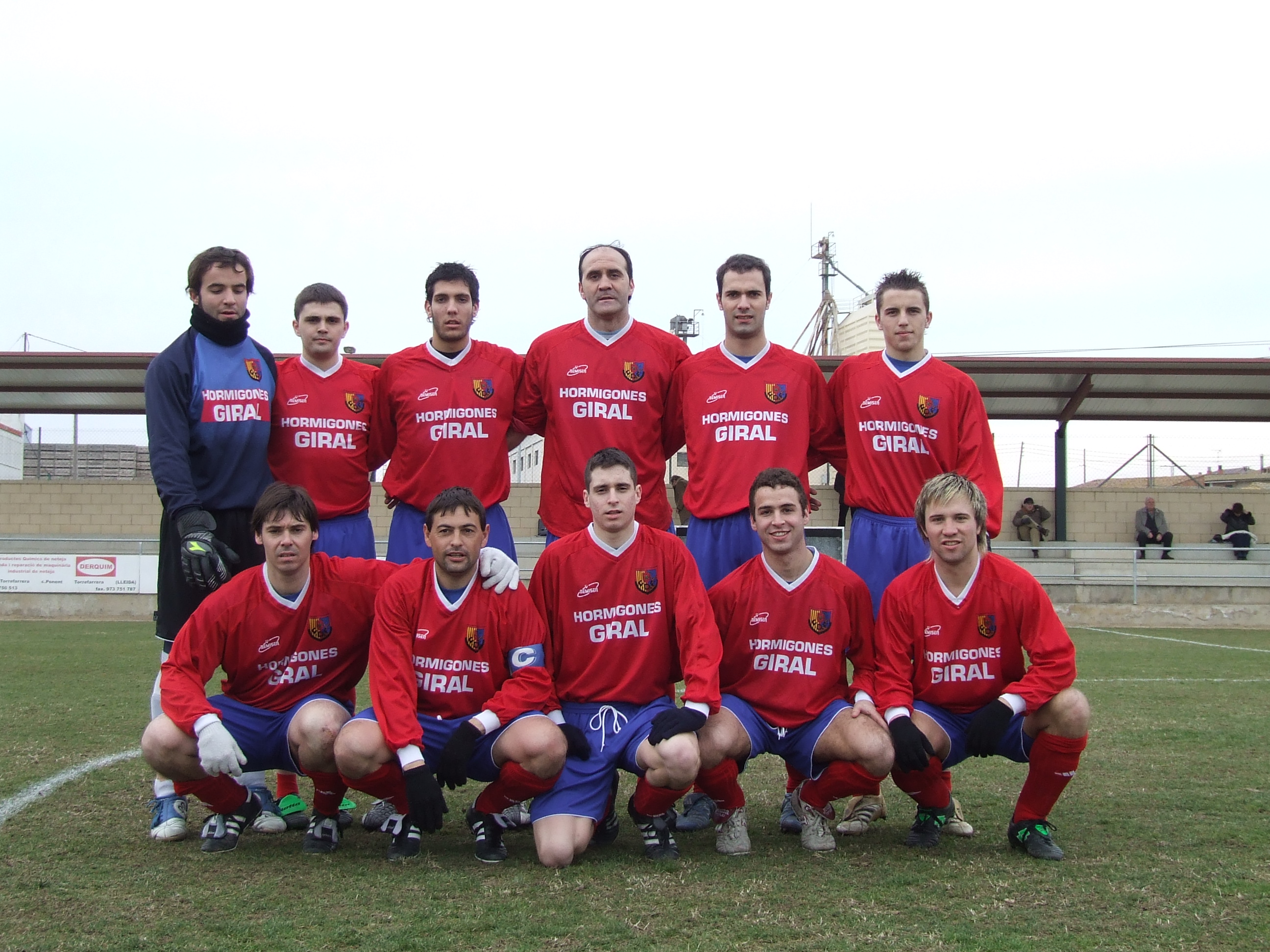
La U. D. Fraga, que intentará volver a la Tercera Federación, asume su séptima etapa en Preferente.

| Equipo                | Localidad              | Estadio                   |
| --------------------- | ---------------------- | ------------------------- |
| C. D. Altorricón      | Altorricón             | Municipal de Deportes     |
| Atlético Ranillas     | Zaragoza               | Nuevo Ranillas            |
| S. D. Borja           | Borja                  | Manuel Meler              |
| U. D. Fraga           | Fraga                  | La Estacada               |
| C. D. Gallur          | Gallur                 | José Antonio Jaqués       |
| S. D. Gurrea          | Gurrea de Gállego      | San Nicolás               |
| Internacional Huesca  | Huesca                 | Universidad               |
| A. D. Magallón        | Magallón               | Marbadón                  |
| C. D. Mallén          | Mallén                 | José Viela "Pirul"        |
| Ontiñena C. F.        | Ontiñena               | El Balsal                 |
| A. D. Peña Ferranca   | Barbastro              | Municipal de los Deportes |
| C. D. Peñas Oscenses  | Huesca                 | San Jorge                 |
| A. D. Sabiñánigo      | Sabiñánigo             | Joaquín Ascaso            |
| C. D. Sadabense       | Sádaba                 | Municipal                 |
| C. D. San Agustín     | Zaragoza               | Carlos Sebastián          |
| U. D. San Lorenzo     | San Lorenzo del Flumen | José Trallero             |
| C. F. Santa Anastasia | Santa Anastasia        | Fontanazas                |
| Sporting Pradillano   | Pradilla de Ebro       | Santa Ana                 |

### Grupo II

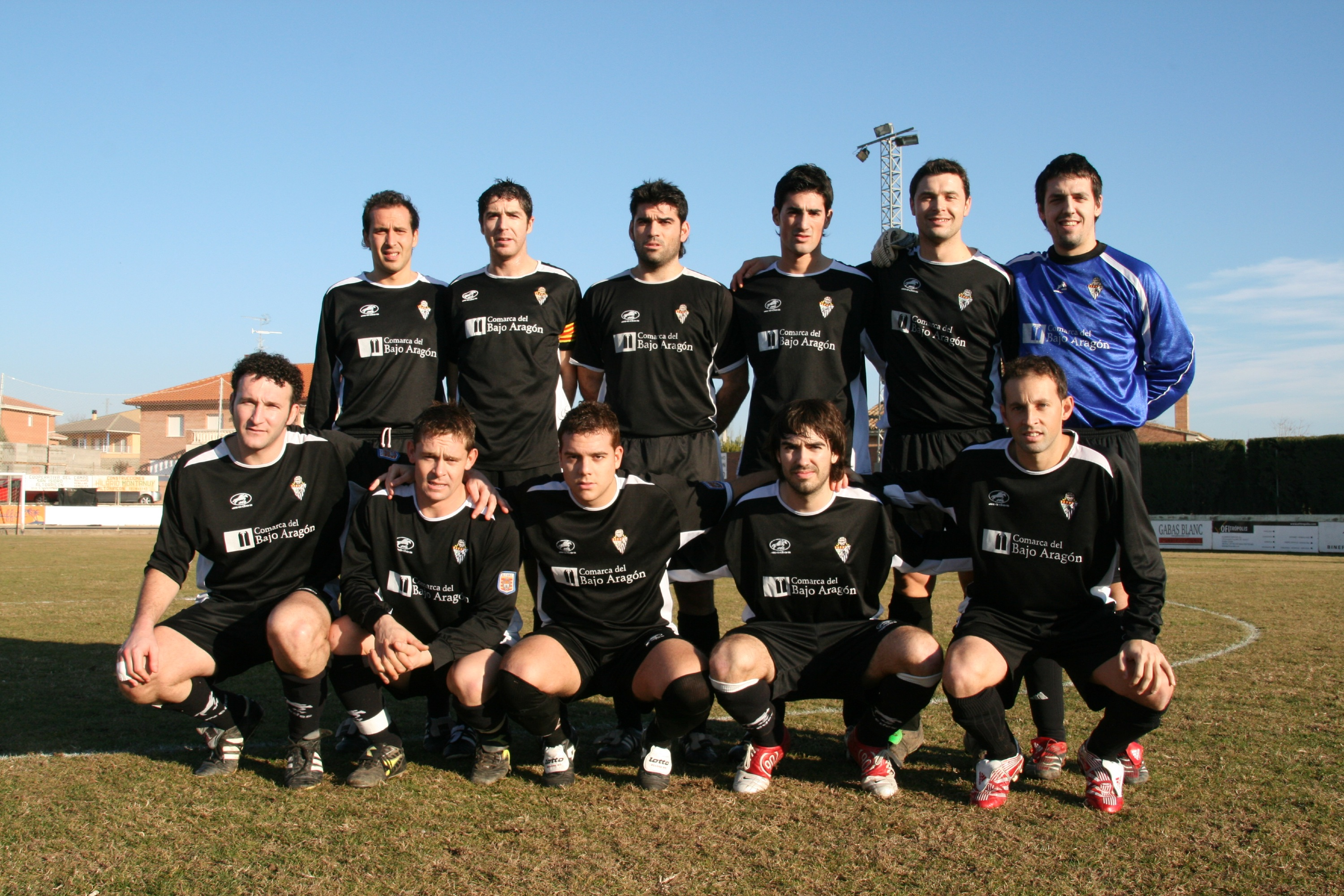
El Alcañiz C. F. es uno de los veteranos de la categoría, que la temporada anterior cumplió su trigésima campaña en la categoría.

| Equipo                   | Localidad               | Estadio               |
| ------------------------ | ----------------------- | --------------------- |
| Alcañiz C. F.            | Alcañiz                 | Santa María           |
| A. D. Alfindén           | La Puebla de Alfindén   | Miguel Ángel Tolosana |
| Atlético Calatayud C. F. | Calatayud               | San Íñigo             |
| Atlético Cariñena        | Cariñena                | La Platera            |
| Atlético Teruel C. F.    | Teruel                  | Antiguo Federativo    |
| C. D. Brea               | Brea de Aragón          | Piedrabuena           |
| C. F. Calamocha "B"      | Calamocha               | Jumaya                |
| C. D. Fuentes            | Fuentes de Ebro         | San Miguel            |
| Cella C. F.              | Cella                   | El Carro              |
| C. D. Herrera            | Herrera de los Navarros | José Agustín Crespo   |
| E. F. La Muela           | La Muela                | Clemente Padilla      |
| U. D. Montecarlo         | Zaragoza                | José Luis Violeta     |
| C. D. Morata             | Morata de Jalón         | La Dehesilla          |
| C. D. Quinto             | Quinto                  | Gregorio Vidal        |
| U. D. San José           | Zaragoza                | Salma Paralluelo      |
| C. D. Valdefierro        | Zaragoza                | Valdefierro           |
| C. F. Valderrobres       | Valderrobres            | San Roque             |
| C. D. Teruel "B"         | Teruel                  | Luis Milla            |

## Palmarés

### Por temporada

#### Primera etapa
Grupo único
| Temporada | Campeón              |
| --------- | -------------------- |
| 1968-69   | Utebo C. F.          |
| 1969-70   | C. D. Ejea           |
| 1970-71   | Deportivo Aragón     |
| 1971-72   | C. D. Ejea           |
| 1972-73   | U. D. Barbastro      |
| 1973-74   | S. D. Huesca         |
| 1974-75   | C. D. Endesa Andorra |
| 1975-76   | Deportivo Aragón     |
| 1976-77   | Atlético Monzón      |
| 1977-78   | C. D. Numancia       |

| Temporada | Campeón         |
| --------- | --------------- |
| 1978-79   | S. D. Ejea      |
| 1979-80   | S. D. Almazán   |
| 1980-81   | C. D. Tauste    |
| 1981-82   | C. F. Jacetano  |
| 1982-83   | U. D. Barbastro |
| 1983-84   | S.D. Ejea       |
| 1984-85   | U.D. Fraga      |
| 1985-86   | C. D. Calatayud |
| 1986-87   | C. F. Jacetano  |

#### Segunda etapa
Grupo I
| Temporada | Campeón             |
| --------- | ------------------- |
| 1987-88   | C. D. Tauste        |
| 1988-89   | At. Monzalbarba     |
| 1989-90   | Utebo F. C.         |
| 1990-91   | C. F. Hernán Cortés |
| 1991-92   | U. D. Casetas       |
| 1992-93   | S. D. Tarazona      |
| 1993-94   | C. F. Figueruelas   |
| 1994-95   | C. F. Illueca       |
| 1995-96   | C. F. Épila         |
| 1996-97   | Villanueva C. F.    |
| 1997-98   | C. D. Zuera         |

| Temporada | Campeón                    |
| --------- | -------------------------- |
| 1998-99   | C. D. San Gregorio Arrabal |
| 1999-00   | C. D. Zuera                |
| 2000-01   | Alcañiz C. F.              |
| 2001-02   | C. F. Jacetano             |
| 2002-03   | C. D. Mallén               |
| 2003-04   | Villanueva C. F.           |
| 2004-05   | C. D. La Almunia           |
| 2005-06   | S. D. Ejea                 |
| 2006-07   | C. D. Universidad Zaragoza |
| 2007-08   | C. D. La Muela             |
| 2008-09   | C. D. Tauste               |

| Temporada | Campeón                    |
| --------- | -------------------------- |
| 2009-10   | C. D. Ebro                 |
| 2010-11   | C. D. Universidad Zaragoza |
| 2011-12   | A. D. Almudévar            |
| 2012-13   | C. D. Altorricón           |
| 2013-14   | C. D. Binéfar              |
| 2014-15   | U.D. Fraga                 |
| 2015-16   | C. D. Robres               |
| 2016-17   | C.D. Caspe                 |
| 2017-18   | Villanueva C. F.           |
| 2018-19   | C. D. Cuarte               |
| 2019-20   | S. D. Huesca "B"           |

Grupo II
| Temporada | Campeón               |
| --------- | --------------------- |
| 1987-88   | Gelsa C. F.           |
| 1988-89   | A. D. Almudévar       |
| 1989-90   | C. D. Ebro            |
| 1990-91   | R. S. D. Santa Isabel |
| 1991-92   | C. D. J. Tamarite     |
| 1992-93   | C. D. Alcorisa        |
| 1993-94   | C. D. Utrillas        |
| 1994-95   | C. J. D. Peralta      |
| 1995-96   | Atlético Monzón       |
| 1996-97   | C. D. Endesa Escatrón |
| 1997-98   | C. D. J. Tamarite     |

| Temporada | Campeón                    |
| --------- | -------------------------- |
| 1998-99   | C. J. D. Peralta           |
| 1999-00   | C. F. Jacetano             |
| 2000-01   | A. D. Sabiñánigo           |
| 2001-02   | C. D. Universidad Zaragoza |
| 2002-03   | R. S. D. Santa Isabel      |
| 2003-04   | C. F. Jacetano             |
| 2004-05   | C. D. Fuentes              |
| 2005-06   | C. D. Caspe                |
| 2006-07   | U. D. Fraga                |
| 2007-08   | C. D. Universidad Zaragoza |
| 2008-09   | C. D. Universidad Zaragoza |

| Temporada | Campeón                 |
| --------- | ----------------------- |
| 2009-10   | C. D. Binéfar           |
| 2010-11   | C. D. Cuarte Industrial |
| 2011-12   | S. D. Borja             |
| 2012-13   | C. D. Brea              |
| 2013-14   | R. S. D. Santa Isabel   |
| 2014-15   | C. D. Cariñena          |
| 2015-16   | C. F. Épila             |
| 2016-17   | C. D. La Almunia        |
| 2017-18   | A. D. San Juan          |
| 2018-19   | U. D. Fraga             |
| 2019-20   | C. F. Épila             |

Campeón absoluto
De 2014 a 2019, al final de cada temporada se disputaba una final -sin influencia en ascensos o descensos- entre los dos campeones de cada grupo en la que se proclamaría uno de los dos como campeón absoluto de la Regional Preferente.
| Temporada | Campeón        |
| --------- | -------------- |
| 2014-15   | U. D. Fraga    |
| 2015-16   | C. F. Épila    |
| 2016-17   | C. D. Caspe    |
| 2017-18   | A. D. San Juan |
| 2018-19   | U. D. Fraga    |

#### Tercera etapa
En la temporada 2020-21, como transición por el parón ocurrido por la COVID-19, la categoría constaría de cuatro grupos, al no haber descenso de la temporada anterior pero sí ascensos de divisiones inferiores y superiores a ésta. Para las dos siguientes campañas sería de tres grupos y para la cuarta en esta sucesión de dos grupos, volviendo al formato original de la competición con 36 equipos participantes para la temporada 2023-24.
Formato de cuatro grupos
| Temporada | Campeón       |
| --------- | ------------- |
| 2020-21   | U. D. Biescas |

| Temporada | Campeón               |
| --------- | --------------------- |
| 2020-21   | C. F. Santa Anastasia |

| Temporada | Campeón             |
| --------- | ------------------- |
| 2020-21   | C. D. Giner Torrero |

| Temporada | Campeón     |
| --------- | ----------- |
| 2020-21   | C. D. Caspe |

Formato de tres grupos
| Temporada | Campeón           |
| --------- | ----------------- |
| 2021-22   | C. D. J. Tamarite |
| 2022-23   | U. D. Fraga       |

| Temporada | Campeón         |
| --------- | --------------- |
| 2021-22   | A. D. Almudévar |
| 2022-23   | S. D. Borja     |

| Temporada | Campeón           |
| --------- | ----------------- |
| 2021-22   | C. D. Utrillas    |
| 2022-23   | C. D. Belchite 97 |

Vuelta a los dos grupos
| Temporada | Campeón      |
| --------- | ------------ |
| 2023-24   | C. D. Zuera  |
| 2024-25   | C. D. Robres |
| 2025-26   |              |

| Temporada | Campeón        |
| --------- | -------------- |
| 2023-24   | Andorra C. F.  |
| 2024-25   | C. D. Cariñena |
| 2025-26   |                |

### Por equipo

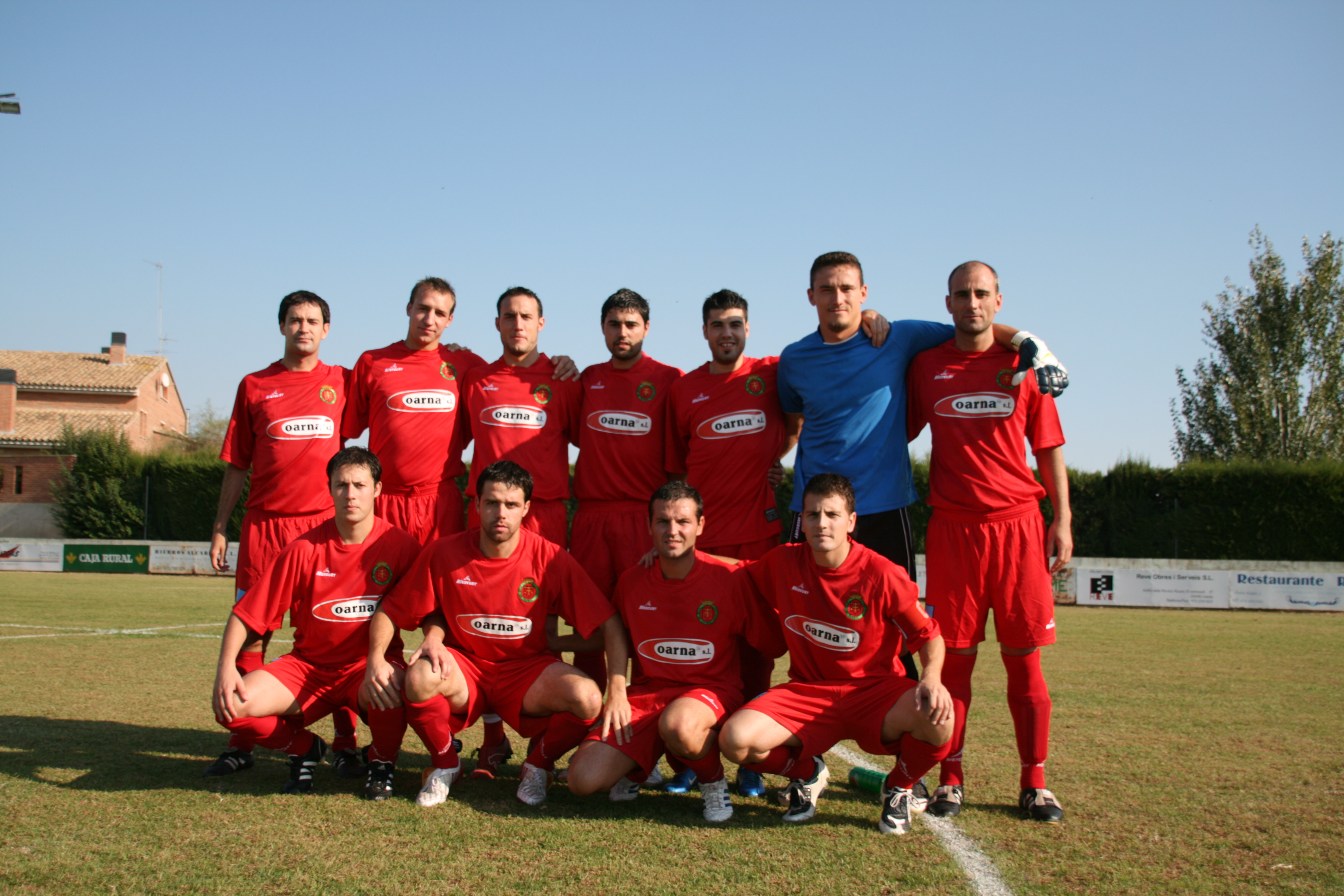
El C. F. Jacetano es el equipo más laureado de la categoría junto con Ejea, Fraga y Universidad, con cinco campeonatos.

| Títulos | Equipo                     | Temporadas                                   |
| ------- | -------------------------- | -------------------------------------------- |
| 5       | S. D. Ejea                 | 1969-70, 1971-72, 1978-79, 1983-84, 2005-06. |
| 5       | U. D. Fraga                | 1984-85, 2006-07, 2014-15, 2018-19, 2022-23. |
| 5       | C. F. Jacetano             | 1981-82, 1986-87, 1999-00, 2001-02, 2003-04. |
| 5       | C. D. Universidad †        | 2001-02, 2006-07, 2007-08, 2008-09, 2010-11. |
| 3       | A. D. Almudévar            | 1988-89, 2011-12, 2021-22.                   |
| 3       | C. D. Caspe                | 2005-06, 2016-17, 2020-21.                   |
| 3       | C. F. Épila                | 1995-96, 2015-16, 2019-20.                   |
| 3       | R. S. D. Santa Isabel      | 1990-91, 2002-03, 2013-14.                   |
| 3       | C. D. J. Tamarite          | 1991-92, 1997-98, 2021-22.                   |
| 3       | C. D. Tauste               | 1980-81, 1987-88, 2008-09.                   |
| 3       | Villanueva C. F.           | 1996-97, 2003-04, 2017-18.                   |
| 3       | C. D. Zuera                | 1997-98, 1999-00, 2023-24.                   |
| 2       | Andorra C. F.              | 1974-75, 2023-24.                            |
| 2       | Atlético Monzón            | 1976-77, 1995-96.                            |
| 2       | U. D. Barbastro            | 1972-73, 1982-83.                            |
| 2       | C. D. Binéfar              | 2009-10, 2013-14.                            |
| 2       | S. D. Borja                | 2011-12, 2022-23.                            |
| 2       | C. D. Cariñena             | 2014-15, 2024-25.                            |
| 2       | C. D. Cuarte               | 2010-11, 2018-19.                            |
| 2       | Deportivo Aragón           | 1970-71, 1975-76.                            |
| 2       | C. D. Ebro                 | 1989-90, 2009-10.                            |
| 2       | C. D. La Almunia           | 2004-05, 2016-17.                            |
| 2       | C. J. D. Peralta †         | 1994-95, 1998-99.                            |
| 2       | C. D. Robres               | 2015-16, 2024-25.                            |
| 2       | Utebo F. C.                | 1968-69, 1989-90.                            |
| 2       | C. D. Utrillas             | 1993-94, 2021-22.                            |
| 1       | Alcañiz C. F.              | 2000-01.                                     |
| 1       | C. D. Alcorisa             | 1992-93.                                     |
| 1       | S. D. Almazán              | 1979-80.                                     |
| 1       | C. D. Altorricón           | 2012-13.                                     |
| 1       | Atlético Mozalbarba        | 1988-89.                                     |
| 1       | C. D. Belchite 97          | 2022-23.                                     |
| 1       | U. D. Biescas              | 2020-21.                                     |
| 1       | C. D. Brea                 | 2012-13.                                     |
| 1       | C. D. Calatayud †          | 1985-86.                                     |
| 1       | U. D. Casetas              | 1991-92.                                     |
| 1       | C. D. Endesa Escatrón      | 1996-97.                                     |
| 1       | C. F. Figueruelas †        | 1993-94.                                     |
| 1       | C. D. Fuentes              | 2004-05.                                     |
| 1       | Gelsa C. F. †              | 1987-88.                                     |
| 1       | C. D. Giner Torrero        | 2020-21.                                     |
| 1       | C. F. Hernán Cortés        | 1990-91.                                     |
| 1       | S. D. Huesca               | 1973-74.                                     |
| 1       | S. D. Huesca "B"           | 2019-20.                                     |
| 1       | C. F. Illueca              | 1994-95.                                     |
| 1       | C. D. La Muela †           | 2007-08.                                     |
| 1       | C. D. Mallén               | 2002-03.                                     |
| 1       | C. D. Numancia             | 1977-78.                                     |
| 1       | A. D. Sabiñánigo           | 2000-01.                                     |
| 1       | C. D. San Gregorio Arrabal | 1998-99.                                     |
| 1       | A. D. San Juan †           | 2017-18.                                     |
| 1       | C. F. Santa Anastasia      | 2020-21.                                     |
| 1       | S. D. Tarazona             | 1992-93.                                     |

† : Clubes desaparecidos